# سونی اریکسون کا۷۰۰
سونی اریکسون کا۷۰۰ یک مدل از گوشی‌های ساخته شده توسط شرکت سونی اریکسون است که در سال ۲۰۰۴ معرفی شد و از لحاظ برتری قبل از سونی اریکسون کا۷۵۰ قرار دارد.